# La Ville-aux-Bois-lès-Pontavert
La Ville-aux-Bois-lès-Pontavert ist eine  französische Gemeinde im Département Aisne in der Région Hauts-de-France (bis 2016: Picardie). Sie gehört zum Arrondissement Laon, zum Kanton Villeneuve-sur-Aisne und zum Gemeindeverband Champagne Picarde. In der Gemeinde leben 148 Einwohner (Stand: 1. Januar 2022).

## Geografie
Die Gemeinde La Ville-aux-Bois-lès-Pontavert liegt an der Miette, kurz vor deren Mündung in die Aisne, genau in der Mitte zwischen den beiden Städten Laon und Reims.

### Nachbargemeinden
Umgeben ist La Ville-aux-Bois-lès-Pontavert von den Nachbargemeinden Corbeny im Norden, Juvincourt-et-Damary im Osten, Berry-au-Bac im Südosten, Pontavert im Südwesten und Westen sowie Craonne im Nordwesten.

## Bevölkerungsentwicklung
| Jahr                       | 1962 | 1968 | 1975 | 1982 | 1990 | 1999 | 2007 | 2019 |
| Einwohner                  | 96   | 129  | 96   | 119  | 109  | 136  | 119  | 146  |
| Quellen: Cassini und INSEE |      |      |      |      |      |      |      |      |

## Sehenswürdigkeiten
- Kirche Saint-Jean-l'Évangéliste